# Скоклюк Степан Антонович
Скоклюк Степан Антонович (нар. 6 травня 1937 — 30 жовтня 2017) — український письменник і журналіст, член Національної Спілки письменників України (1997).

## Біографія
Народився 6 травня 1937 року в селі Гредьки Ковельського району Волинської області.
Після закінчення Городищенської школи служив у війську. Згодом працював товарознавцем по книзі Ковельської райспоживспілки, завідувачем відділом Гурійської районної газети, заступником редактора Старовижівської газети «Сільські новини».
Нині — завідувач відділом політичного життя редакції газети «Вісті Ковельщини». Вищу освіту здобув на факультеті журналістики Львівського державного університету імені Івана Франка.
Член Національної Спілки письменників України з 1997 року.

## Твори
- Нечимне (повість). — Луцьк: Надстир'я, 1993.
- Олена Пчілка (роман).

## Премії та нагороди
У 2012 році нагороджений Дипломом Волинської обласної державної адміністрації та грошовою премією, як переможець обласного конкурсу «Любіть Україну» (перша премія в номінації «Міські, міськрайонні, районні видання»).